# Procleomenes bialbofasciatus
Procleomenes bialbofasciatus là một loài bọ cánh cứng trong họ Cerambycidae.